# علیرضا شهبازی
علیرضا شهبازی (زاده ۲۵ اردیبهشت ۱۳۳۳) در شهرستان نهاوند، نماینده  شهرستان نهاوند در مجلس یازدهم شورای اسلامی بوده است. وی استاندار سابق کردستان و مدیر صندوق تأمین آتیه کارکنان ستاد اجرایی فرمان امام بود. او تا سال ۱۳۹۵ از اعضای اصلی شورای عالی جمعیت هلال احمر کشور نیز بوده‌است.

## سوابق اجرایی
1. نماینده مردم نهاوند در مجلس یازدهم
2. استاندار استان کردستان
3. فرماندار نهاوند
4. فرماندار ملایر
5. فرماندار دزفول
6. معاون سیاسی امنیتی استانداری کردستان
7. مدیر کل امور اقتصادی بنیاد مستضعفان
8. معاون برنامه‌ریزی و امور اجرایی دیوان محاسبات
9. معاون برنامه‌ریزی و توسعه اقتصادی سازمان بازرگانی و حمل ونقل بنیاد مستضعفان
10. مشاور اجرایی ستاد اجرایی فرمان امام
11. عضو شورای عالی جمعیت هلال احمر جمهوری اسلامی ایران

## افتخارات
نشان درجه سه خدمت به عنوان استاندار نمونه